# Antonio Imbert Barrera
Antonio Cosme Imbert Barrera (ur. 3 grudnia 1920 w Puerto Plata, zm. 31 maja 2016 w Santo Domingo) – dominikański generał, w 1965 roku Prezydent Dominikany.

## Życiorys
Urodzony w 1920. Jako generał wziął udział w zamordowaniu dyktatora Rafaela Leónidasa Trujillo w dniu 30 maja 1961). W 1962 był członkiem rządzącej przez dwa dni krajem rady cywilno-wojskowej, po której rządy objął Rafael Filiberto Bonnelly. We wrześniu 1963 roku wziął udział w zamachu stanu, który obalił prezydenta Juana Boscha i zasilił szeregi junty. Od maja do sierpnia 1965 pełnił funkcję prezydenta. Jednocześnie opozycyjnym względem niego prezydentem był Francisco Alberto Caamaño Deñó. Barrera urząd sprawował do 30 sierpnia. Zastąpił go Héctor García Godoy. W latach 1986–1988 sprawował urząd ministra obrony.